# كارينا لينس سيلفا
كارينا لينس سيلفا (30 يوليو 1966 - 20 أبريل 2021) كانت لاعبة كرة طائرة برازيلي، ولاحقًا لاعب ومدرب كرة طائرة شاطئية. أصبحت بطلة عام 1994 في حلبة الكرة الطائرة الشاطئية البرازيلية، واحتلت المركز الثالث في عامي 1993 و1995.
توفيت لينس سيلفا في 20 أبريل 2021 عن عمر يناهز 54 عامًا.